# Liv Strömquist
Liv Strömquist (n. 3 februarie 1978, Lund, Malmöhus⁠(d), Suedia) este o autoare suedeză de benzi desenate.

## Biografie
La 17 ani, Liv Strömquist participă la o conferință feministă care a marcat-o și pe care a considerat-o ca pe un punct de influență majoră în viziunea ei asupra lumii.
După studii universitare de științe politice, Liv începe prin a crea cu prietenii, în 2003, reviste "fanzine"  care combină desene, cultură pop și politică . Magazinele cuceresc cititorii. Publică apoi mai multe benzi desenate, dintre care unele au fost traduse și publicate în Franța începând din 2012.
Lucrările ei au adesea conotație si angajament politic, în special pe probleme de feminism și de inegalitați .

## Radio și televiziune
Sveriges Radio P3 Din 2005, Liv lucrează pentru postul de radio Sveriges Radio P3 .
Din primăvara anului 2016 și timp de două sezoane , Liv Strömquist animă, alături de Horace Engdahl,un serial de televiziune pe postul public de televiziune SVT, Liv și Horace în Europa - noua călătorie  .
În 2018, cu ocazia centenarului lui Ingmar Bergman, ea scrie și ilustrează  scurt-metrajul Vox Lipoma regizat de Jane Magnusson  .

## Publicații
În producția sa, Liv Strömquist se bazează adesea pe o bibliografie importantă, ale carei referințe sunt înscrise direct în paginile benzilor sale . Unele dintre lucrările sale au fost traduse în franceză de Editions Rackham, în colecția Le Signe Noir.
- sv  Hundra procent fett, 2005ISBN: 91-7037-223-3
- sv  Drift, 2007 (cu Jan Bielecki)ISBN: 978-91-976103-1-5
- sv  Einsteins fru, 2008ISBN: 917037371X
- Les Sentiments du prince Charles ( sv  Prins Charles Känsla, 2010), traducere de Kirsi Kinnunen și Stéphanie Dubois, reeditare 2012 corectată în 2016ISBN: 9782878271980
- sv  Ja till Liv, 2011ISBN: 978-91-7037-611-5
- sv  Månadens moderat Kalender 2013, 2012ISBN: 9789170376665
- Originea lumii ( sv  Kunskapens frukt, 2014), traducere Kirsi Kinnunen, 2016ISBN: 9782878271973
- sv  Kära Liv och Caroline (cu Caroline Ringskog Ferrada-Noli), 2015ISBN: 978-91-27-14135-3
- Rise and Fall sv  Uppgång och fall, 2016), tradus în 2017ISBN: 9782878272116
- I'm every woman ( sv  Einstein nya fru, 2018) [26], traducere Kirsi Kinnunen, 2018ISBN: 9782878272215
- Trandafirul cel mai roșu crește( sv  Den rödaste rosen slår ut, 2019), traducere Kirsi Kinnunen, 2019ISBN: 9782878272352
- În palatul oglinzilor, traducere Sophie Jouffreau, 2021ISBN: 9782878272505

## Premii
- 2021 : doctorat honoris causa al Universității Catolice din Louvain, 9 februarie 2021 [22]
- 2012 : Premiul Adamson pentru cel mai bun autor suedez pentru întreaga operă
- 2013 : Premiul EWK pentru întreaga operă